# ラハティスキーゲームズ
ラハティスキーゲームズ( Lahti Ski Games/ Salpausselän Kisat )はフィンランド南部ラハティ市で1923年から行われているノルディックスキーの国際大会。

## 概要
1922年のホルメンコーレンスキー大会 クロスカントリースキー50kmにてフィンランドのAnton Collinがノルウェー人以外として初めて優勝したことでフィンランド国内でも自前のスキー大会を求める機運が高まった。フィンランドの著名なスポーツ選手であったLauri Pihkalaの発案により、検討の結果当時から交通の便が良かったラハティでの開催が決定。翌1923年2月3日と4日に第1回大会が開かれた。
第1回大会の種目は純ジャンプ、ノルディック複合、クロスカントリースキー10km及び50kmの4種目であった。
以後雪不足（1930年)や第二次世界大戦(1940年、1942年)による中止を挟みながらも現在まで継続して行われている。
1939年からはアルペン種目（回転・大回転）が実施されるようになった。
また、当地で過去7回行われたノルディックスキー世界選手権はいずれも本大会を兼ねて行われた。
現在では各種目それぞれがワールドカップに組み込まれ、シーズン終盤の総合優勝争いにとって重要な位置を占める大会となっている。

## 歴代優勝者
各種目の優勝者は下記を参照されたい
- ラハティスキーゲームズにおけるジャンプ競技
- ラハティスキーゲームズにおけるノルディック複合競技
- ラハティスキーゲームズにおける距離競技
- ラハティスキーゲームズにおけるアルペンスキー競技

## ラハティで行われた世界選手権
- 1926年ノルディックスキー世界選手権
- 1938年ノルディックスキー世界選手権
- 1958年ノルディックスキー世界選手権
- 1978年ノルディックスキー世界選手権
- 1989年ノルディックスキー世界選手権
- 2001年ノルディックスキー世界選手権
- 2017年ノルディックスキー世界選手権